# Фабрика в Томіоці
Фабрика в Томіоці (повна офіційна назва «Фабрика з виробництву шовку в місті Томіока та супутні об'єкти») — найстаріше шовкоткацьке підприємство сучасного типу на території Японії. Розташовується на території префектури Ґумма, в історичному центрі (старому місті) Томіоки, приблизно за 100 км від Токіо.

## Короткий опис
Фабрика була введена в експлуатацію в липні 1872 року. Її будівництво почалося роком раніше та відбувалдося під безпосередні наглядом японського уряду. На будівництві використовувалися імпортовані з Франції будівельні матеріали. Пізніше територія фабрики була занесена урядом до списку історичних пам'яток, завдяки чому будівлі підприємства залишилися в доброму стані до теперішнього часу.
Фабричний комплекс являє собою один з найбільш ранніх та найкраще збережених пам'яток промислової революції у Східній Азії. Складається з чотирьох будівель:
- експериментальна ферма, на якій відбувався процес вирощування шовкопрядів;
- холодні комори, де зберігалися яйця тутового шовкопряда (грена);
- власне шовкова фабрика, де відбувався процес обробки, після чого шовкова нитка намотувалася в бобіни;
- професійне училище, в якому майбутні робітники вивчали технології шовківництва.

Завдяки шовкоткацкой фабриці в Томіоці Японія змогла стати одним із провідних експортерів шовку в світі. Більша частина продукції поставлялася до Франції та Італії. Виробництво шовку на фабриці тривало до 1987 року. 2005 року комплекс будівель фабрики було занесено до списку історичних пам'яток Японії, а 21 червня 2014 року фабрика увійшла до списку світової спадщини ЮНЕСКО.